# 科紐沙
50°10′8″N 30°31′51″E / 50.16889°N 30.53083°E
科紐沙（烏克蘭語：Конюша）是位於烏克蘭北部的村莊，由基辅州奧布希夫區的科津市鎮負責管轄。該村始建於年，面積平方公里，海拔高度米，2001年人口，人口密度每平方公里人。